# 艾恩代爾 (密蘇里州)
艾恩代爾（英語：Irondale）是位於美國密蘇里州華盛頓縣的城市。

## 人口
根據2020年美國人口普查的數據，艾恩代爾的面積為1.40平方千米，當中陸地面積為1.38平方千米，而水域面積為0.02平方千米。當地共有人口368人，而人口密度為每平方千米263人。